# Дубовской, Валентин Евгеньевич
Дубовско́й Валенти́н Евге́ньевич (иногда, неправильно — Дубо́вский; 1877, Санкт-Петербург —1931, Москва) — русский и советский архитектор, внёсший своеобразный вклад в архитектуру Москвы начала XX века. Создал собственную интерпретацию архитектурного стиля модерн, который в проектах 1910-х годов сочетал с оригинальным переложением мотивов готики и романской архитектуры. Для творчества Дубовского характерны явные реминисценции Средневековья — стилизованные за́мки, рыцари, псевдогеральдические звери и т. п.
В советское время проектировал электростанции по плану ГОЭЛРО.

## Биография
Родился в Санкт-Петербурге в семье юриста. Под влиянием дяди, художника-передвижника Н. Н. Дубовского, увлёкся живописью. В 1903 году окончил Институт гражданских инженеров в Санкт-Петербурге, получив звание гражданского инженера и серебряную медаль за лучшие архитектурные проекты.
Работал преимущественно в Москве. В отличие от большинства архитекторов московского модерна, проявлявших свой стиль при строительстве частных особняков, Дубовской строил исключительно доходные и многоэтажные дома. За восемь предвоенных лет (1906—1913) он спроектировал 24 доходных дома (включая только реализованные проекты).
В 1900-е годы возглавлял технологический отдел в правлении Московско-Ярославской железной дороги. В 1900-х — 1910-х годах в качестве художника-декоратора с Дубовским работал И. И. Нивинский. Другими соавторами Дубовского на многих его постройках являлись архитекторы Л. Б. Горенберг и Н. А. Архипов.
После октябрьской революции Валентин Дубовской работал заведующим строительным отделом Шатурстроя. После окончания строительства Шатурской станции по его проекту являлся начальником строительного отдела МОГЭСа. В 1918 году совместно с архитектором А. М. Гуржиенко занимался разработкой проектов рабочих посёлков-садов для машиностроительных заводов.
Жил в Москве по адресу Сретенский бульвар, д. 6.
Похоронен на Ваганьковском кладбище.

## Проекты и постройки

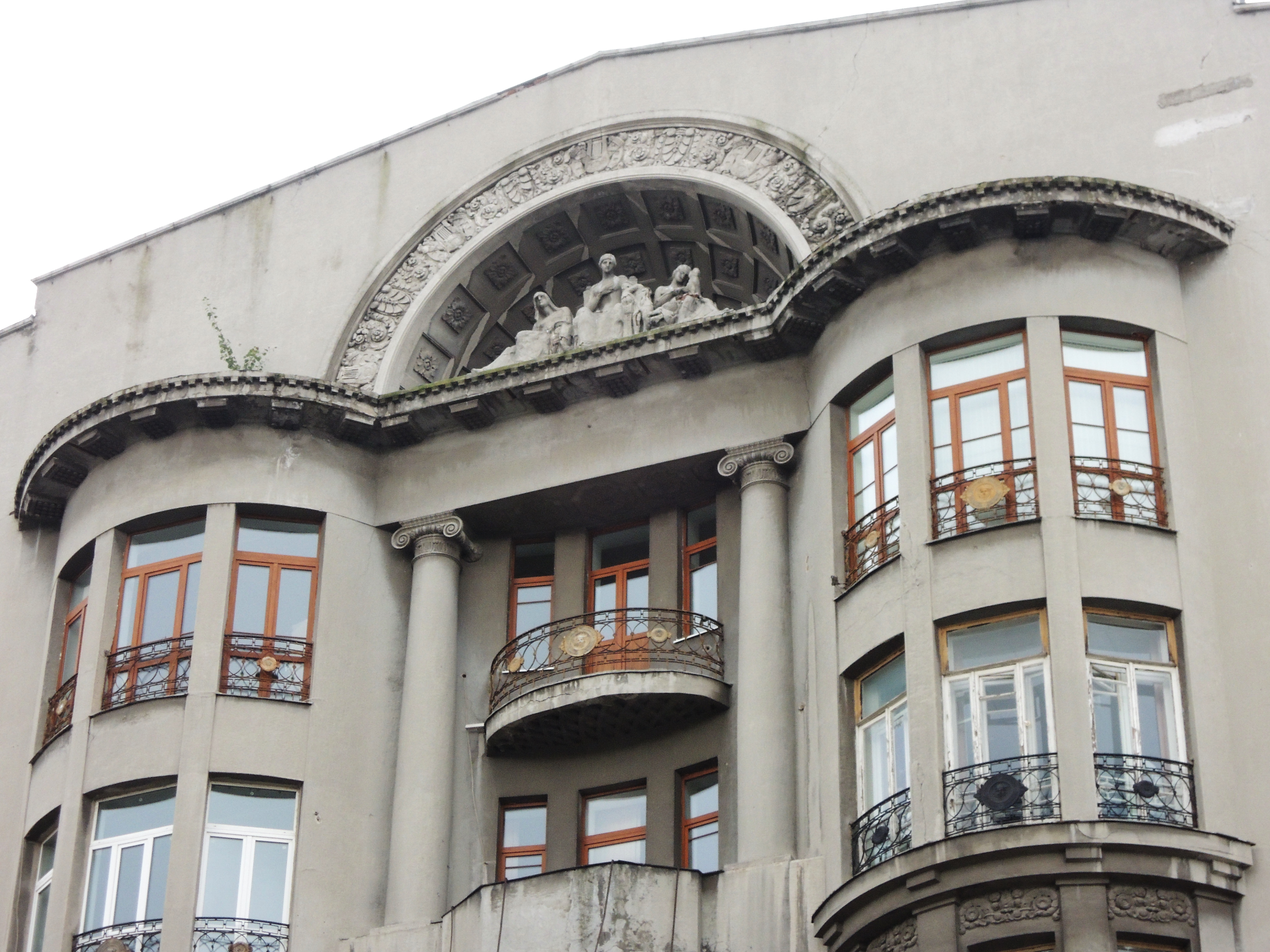
Дом братьев Стуловых

- 1906 — доходный дом М. Канфеля, Проспект Мира, д. 53 (полностью перестроен)
- 1906 — доходный дом М. Д. Растигер, Грохольский переулок, д. 30 (адрес не точный)
- 1906 — службы во владении М. Д. Растигера, Первый Коптельский переулок, д. 16 (не сохранились)
- 1907 — проект доходного дома П. И. Зимина, Проспект Мира, д. 31 (не осуществлён)
- 1907 — проект расширения вологодского железнодорожного вокзала, Вологда
- 1907—1909 — доходный дом Я. М. Филатова, улица Остоженка, д. 3 (правая часть, левая часть в 4 этажа — постройка архитектора Нирнзее)
- 1908 — доходный дом К. М. Теляковского (корпус во дворе), Гоголевский бульвар, д. 23
- 1908 — надстройка доходного дома 1900 года А. Е. Альберта (совместно с архитектором Николаем Матвеевым), Варсонофьевский переулок, д. 4
- 1909 (1910?) — доходный дом М. О. Эпштейна, Большой Афанасьевский переулок, д. 36, стр. 1;  памятник архитектуры (вновь выявленный объект)
- 1910 — доходный дом М. Жучковой*[* 1], Большой Николопесковский переулок, д. 5 (интерьеры уничтожены)

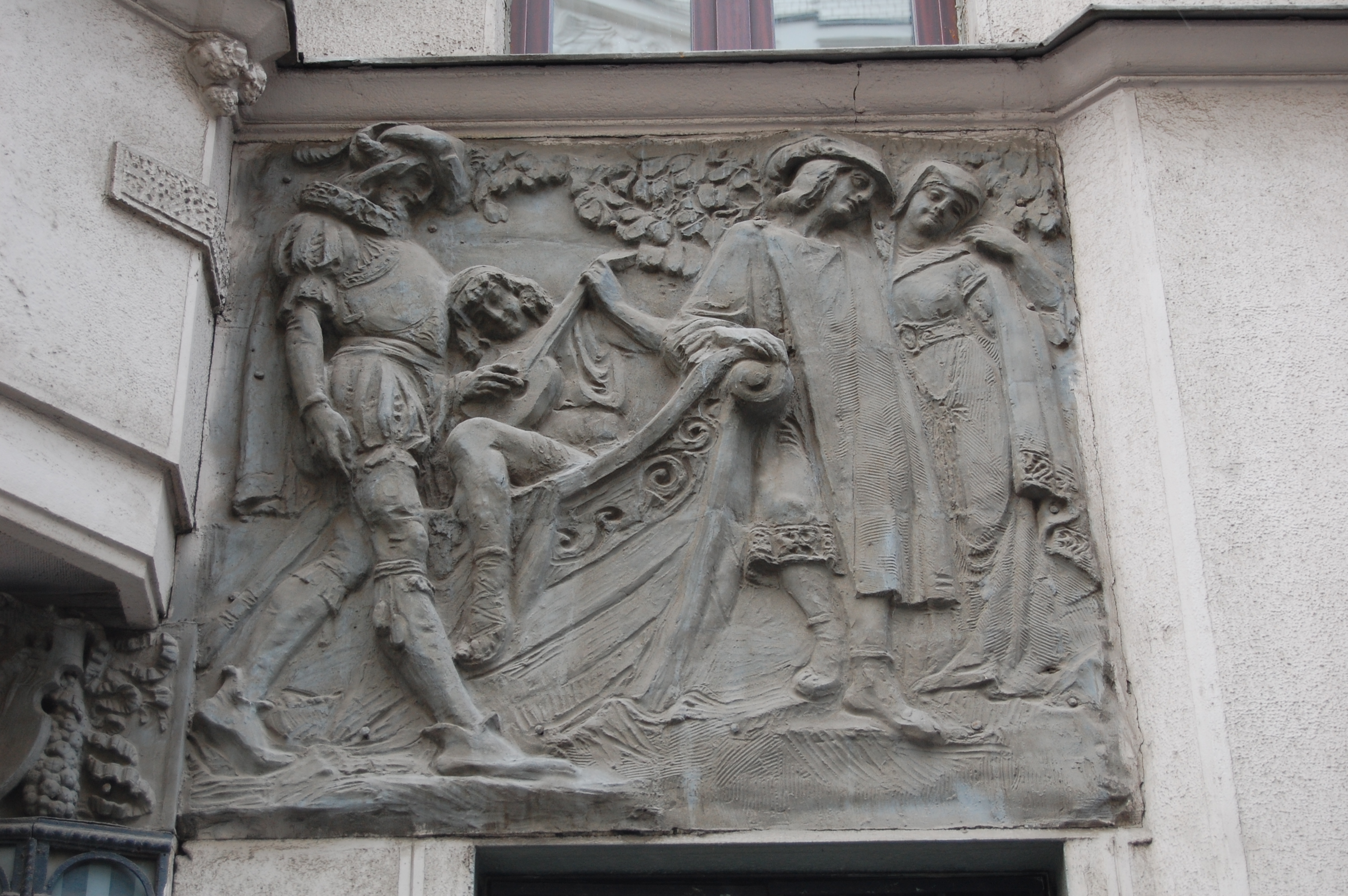
Рельеф на доме Жучковой в Николопесковском пер.

- 1910 — постройка во владении Мошкина, Москва
- 1910 — проект доходного дома А. Г. Талдыкина (два корпуса), Первый Бабьегородский переулок, д. 12 (построен к 1913 г., снесен в конце 1980-х годов)
- 1910—1912 — доходный дом Я. Демента*, улица Большая Полянка, д. 54
- 1910—1912 — гостиница Ф. И. Шорыгина «Национальная», Вознесенская площадь (ныне проспект Ленина), д. 92, Иваново (в 1938—1939 годах надстроено два этажа)
- 1911 — доходный дом Э. Канфель, Садовая-Триумфальная улица, д. 12
- 1911 — доходный дом С. И. и А. А. Мелетиных*, Померанцев переулок, д. 7 (перестроен)
- 1912 — доходный дом И. Ф. Герасимова**[* 2], Пожарский переулок, д. 8
- 1912 — доходный дом А. М. Донскова, Староконюшенный переулок, д. 41
- 1912 — доходный дом М. О. Эпштейна**, Гусятников переулок, д. 11
- 1913 — проект доходного дома З. Каплана, Крестовоздвиженский переулок (не осуществлён)
- 1913 — доходный дом братьев П. и Н. Стуловых**, Малый Знаменский переулок, д. 8 (частично сохранились интерьеры)
- 1913 — доходный дом А. Филатовой**, улица Арбат, д. 35 (перестроен, интерьеры утрачены)
- 1913 — доходный дом**, Земледельческий переулок, д. 12
- 1913 — доходный дом**, улица Покровка, д. 31
- 1913—1914 — доходный дом И. С. Кальмеера**, Поварская улица, д. 20
- 1914 — доходный дом В. Н. Никифорова**, переулок Сивцев Вражек, д. 12
- 1914 — доходный дом, Второй Неопалимовский переулок, д. 3 (сохранен только фасад здания)
- 1914—1915 — доходный дом А. М. Юкина, Большой Афанасьевский переулок, д. 33;  памятник архитектуры (федеральный)
- 1915 — проект доходного дома А. Ганзен, Большой Палашёвский переулок (не осуществлён)
- 1915—1917 — доходный дом Акционерного общества И. Фиттер и Е. Гинкель, Милютинский переулок, д. 20 (не был достроен до 1917 года)
- 1918 — пригород-сад «Рублёво» (совместно с архитектором Владимиром Воейковым), Рублёво
- 1926 — корпус тепловой электростанции ГЭС-1, Раушская набережная, д. 10
- 1927 — жилой дом, Большой Харитоньевский переулок, д. 9
- 1920-е — главный корпус Шатурской ГРЭС, Шатура